# Реформаторський блок
Реформаторський блок (болг. Реформаторски блок) — правоцентристська політична коаліція в Болгарії.
Він був заснований 20 грудня 2013 і включає в себе: партію «Демократи за сильну Болгарію», рух «Болгарія для громадян», Союз демократичних сил, Народну партію свободи і гідності, і Болгарський аграрний народний союз. Крім того, блок включає в себе і безпартійних громадських активістів.
На момент підписання, в коаліції було одне місце в Європарламенті, однак жодного в Народних зборах.
Виборчий альянс дебютував у виборах Європарламенту в 2014 році. Лідером виборчого списку є Меглена Кунєва.